# Ажермачев, Алексей Борисович
Ажермачев Алексей Борисович (род. 09.10.1979, село Батурино, Шегарский район, Томская область) — спортивный тренер по гиревому спорту, общественный деятель.
Заслуженный тренер России по гиревому спорту, первый Вице-президент Всероссийской Федерации Гиревого Спорта. Председатель регионального отделения общественной организации «Всероссийская федерация гиревого спорта Томской области», посол ГТО в Томской области.
Алексей Ажермачев подготовил многократных чемпионов Европы и Мира, 3 ЗМС, 6 человек МСМК, 39 Мастера спорта и более 100 человек КМС по гиревому спорту. Всего за время работы насчитывается около 2000 воспитанников.
— ЗМС Золотарёва Анастасия
— ЗМС Павлов Валерий
— ЗМС Полянский Владимир

### Награды и звания
- Мастер спорта России по гиревому спорту
- Заслуженный тренер России по гиревому спорту[4]
- Спортивный судья всероссийской категории по гиревому спорту[5]
- Нагрудный знак и почетное звание «Почётный работник общего образования Российской Федерации» (приказ Минобрнауки России от 27.01.2012 г. № 102 /к-н)
- Удостоверение и нагрудный знак «За заслуги» ГУ МЧС России по Томской области (приказ Начальника главного управления МЧС России по Томской области от 10.08.2017 № 412)

### Общественная деятельность
- Первый вице-президент Всероссийской федерации гиревого спорта с 2017 года
- Председатель Томской региональной общественной организации «Федерация гиревого спорта» с 2008 года
- Член общественной палаты Томской области 7 созыва с декабря 2020 года
- Член наблюдательных советов ОГАУ ТО СШОР, ОГАУ ЦАВС
- Член экспертного совета при заместителе губернатора Томской области по внутренней политике

### Семейное положение
Женат, воспитывает сына (2002 г.р.) и дочь (2008 г.р.)